# アキュラ・ILX
ILX（アイエルエックス）は、本田技研工業がかつて生産し、アキュラブランドで販売していたセダン型の小型乗用車である。

## 概要
カナダ専売車種であったアキュラ・CSXに代わる、9代目シビックをベースにしたエントリレベルの車両で、米国においても販売される。
ガソリンエンジンおよびハイブリッドのコンセプトカーが、2011年の北米国際オートショーで発表され 、量産仕様は2012年のシカゴオートショーで発表された。 2012年4月23日に、オハイオ州のメアリズベル工場で生産を開始した。
シビックベースであるが、ボディサイズが異なり、全長は長くなり、全高は低くなっている。加えて、ボンネットやフロントバンパービームがアルミニウム合金製となり、遮音性の高いフロントガラスやサイドガラスの採用や吸音材の追加などが行われ、静寂性が高められている。ハイテン材の使用率を増やし剛性が高められ、ステアリングシャフトを大径化し、ステアリングレシオはクイック化された。サスペンションでは、低フリクションブッシュを採用し、2代目RDXに初採用された振幅リアクティブダンパーを全モデル標準搭載している。
エンジンは、5速ATモデルにはシビックより排気量が大きい2.0 L直列4気筒R20A型を、6速MTモデルにはシビックSiと同様の2.4 L直列4気筒K24Z型を搭載し、アキュラ初のハイブリッドモデルには、3代目シビックハイブリッドと同様の、113 PS/5,500 rpm、172 N·m(17.5 kg·m)/1,000 - 3,500 rpmを発生する1.5 L直列4気筒LEA型を搭載する。ハイブリッドモデルでは、より街中での運転がしやすくなるようにスロットルセッティングが調節された。ハイブリッドモデルの燃費は、39/38 mpg（EPA city/highway）となっている。
オプションではプレミアムパッケージとテクノロジーパッケージの2種類を用意されている。プレミアムパッケージではアクティブノイズコントロールや、運転席の8ウェイパワーシート、2ウェイシートヒーター、HIDヘッドランプ、7スピーカーオーディオなどがあり、テクノロジーパッケージでは10スピーカーアキュラ/ELSサラウンドシステムや、ナビゲーションシステムが搭載される。

### 2016年のマイナーチェンジ
2016年モデルではマイナーチェンジが行われ、2015年2月に販売を開始した。エンジンは従来の2.0 Lからアースドリームテクノロジー採用の直噴2.4 L直列4気筒エンジンに置き換えられ、最高出力は152 PSから204 PSに大幅にアップした。トランスミッションは8速DCTを新たに採用。MTモデルは廃止された。ボディでは次世代衝突安全ボディACEを採用。LED Jewel Eyeヘッドライトや次世代AcuraLink、AcuraWatchなど最新のアキュラモデルの装備にアップデートされている。

### 2018年のマイナーチェンジ
2018年9月、アキュラはILXのマイナーチェンジを発表した。エクステリアに大幅な変更が加えられ、フロントグリルは同社の新しいデザインであるダイヤモンドペンタゴングリルに変更され、テールライトもより角張ったデザインになった。また、リアのナンバープレートの取り付け位置はトランクからリアバンパーに変更された。インテリアは全体的なデザインこそ大きく変更はないが、一部のモデルで新色が追加されている。インフォテインメントシステムも更新され、同じシステムだが過去モデルと比較して30％高速化された。AcuraWatchは、すべてのモデルで標準装備となった。パワートレインは従来モデルから変更されていない。ILX A-Specでは外観がよりアグレッシブになものになった。18インチのホイール、ウルトラスエードインサート付きの赤または黒の本革シート、アルミニウムペダルなどが装備されている。2019年モデルの価格は以前のモデルよりも安価で、25,900ドルからとなっている。